# تصویرسازی رسانه‌ها از ایدز

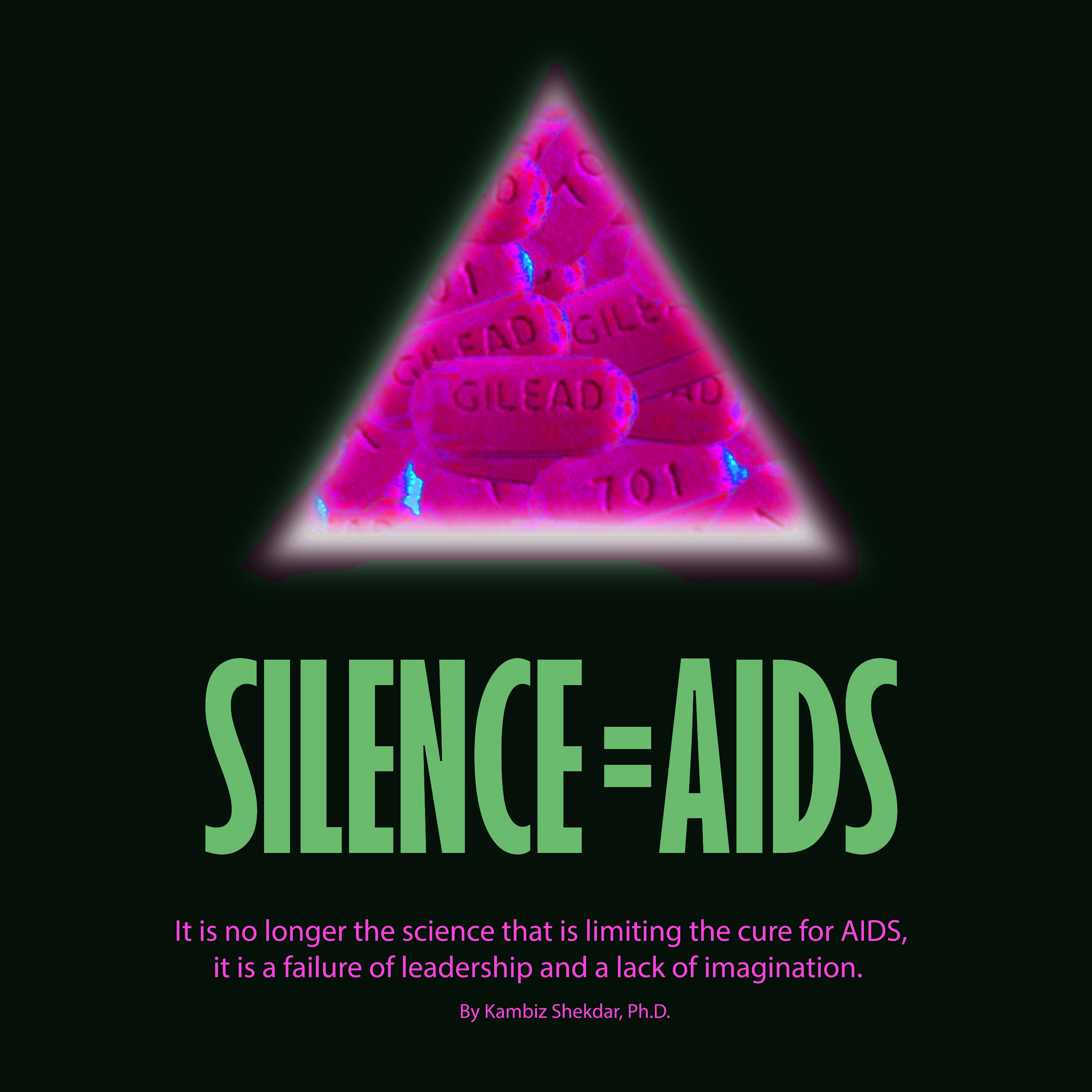
تصویرسازی رسانه‌ها از اچ‌آی‌وی و ایدز

تصویرسازی رسانه‌ها از اچ‌آی‌وی و ایدز به رویدادهایی اشاره دارد که در رابطه با اچ‌آی‌وی و ایدز در رسانه‌های گروهی به بحث پرداخته می‌شود.
ایدز اولین بار در سال ۱۹۸۱ در امریکا مشاهده شد. اولین مواردی که مشاهده شد در بین معتادان تزریقی و همچنین همجنسگرایان مرد قرار داشت که به دلیل نامعلومی سیستم دفاعی بدن آن‌ها ضعیف شده بود و علایم بیماری التهاب ریه نیوموسیستیک کارینی (PCP) در آن‌ها مشاهده می‌شد که این بیماری در افرادی دیده می‌شود که سیستم دفاعی بدنی ضعیفی دارند. سپس نوعی سرطان پوست نادر با نام کاپوسی سارکوما (KS) در میان مردان همجنسگرا گزارش شد.
یکی از مشهورترین شخصیت‌های مبتلا به ایدز راک هادسن آمریکایی، بازیگر همجنسگرایی است که در ابتدای زندگی خود یک بار ازدواج کرد و طلاق گرفت، وی در ۲ اکتبر ۱۹۸۵ اعلام کرد که در ۲۵ ژوئیه آن سال مبتلا به ویروس شده‌است. بیماری او در سال ۱۹۸۴ تشخیص داده شده‌بود.  قابل توجه‌ترین تلفات بریتانیا از ایدز در آن سال نیکولاس ادن، سیاستمدار همجنسگرا و پسر نخست وزیر سابق آنتونی ادن بود.  در ۲۴ نوامبر ۱۹۹۱، ویروس زندگی ستاره راک بریتانیایی فردی مرکوری، خواننده گروه کوئین را گرفت، وی در حالی از بیماری مرتبط با ایدز جان سپرد که تنها روز قبل از مرگش بیماری تشخیص داده شده بود. البته، در سال ۱۹۸۷ تشخیص داده شده بود که وی مبتلا به HIV است. یکی از معروفترین چهره‌های دگرجنسگرای مبتلا به ایدز آرتور اش، بازیکن آمریکایی تنیس است. در ۳۱ اوت ۱۹۸۸ تشخیص داده شد که وی مبتلا به HIV است، ویروس از راه انتقال خون طی جراحی قلب در اوایل دهه ۱۹۸۰ به او منتقل شده بود. آزمایش‌های بیشتر در عرض ۲۴ بعد از تشخیص اولیه نشان دادند که‌اش ایدز دارد، اما او تا آوریل ۱۹۹۲ به عموم چیزی نگفت.  وی در سن ۴۹ سالگی در تاریخ ۶ فوریه ۱۹۹۳ بر اثر این بیماری جان خود را از دست داد.
عکس ترزا فرار از یکی از فعالان همجنسگرای، دیوید کیربی، درحالیکه بر روی تخت به دلیل بیماری ایدز جان خود را از دست داده بود و خانواده‌اش در اطرافش بودند، در آوریل ۱۹۹۰ گرفته شده بود. مجله لایف ادعا کرد که این عکس تبدیل به تصویری شد که «به نحوی قدرتمند مسری بودن ایدز را نشان می‌دهد.» این عکس که در مجله لایف نمایش داده شده بود برنده عکس مطبوعات جهان شد، و بعد از اینکه در سال ۱۹۹۲ در یک تبلیغ برای کمپین یونایتد کالر آو بنتون استفاده شد در سراسر جهان بد نام شد.
در سال ۱۹۹۶ فردی اهل اوگاندا با نام جانسون آزیگا که به کانادا مهاجرت کرده بود، حامل ویروس HIV تشخیص داده شد و علی‌رغم آگاهی از بیمار بودن خود، با ۱۱ زن نزدیکی داشت بدون آنکه از کاندوم استفاده کند یا اینکه آن‌ها را از بیماری خود آگاه سازد. این کار وی منجر به مبتلا شدن هفت نفر از آن‌ها به HIV و همچنین کشته شدن دو نفر از آنان بر اثر ایدز شد که این موضوع در سال ۲۰۰۳ فاش شد. پس از برگزاری دادگاه‌های متوالی، در نهایت آزیگا در سال ۲۰۰۹ به قتل عمد متهم شده و به حبس ابد محکوم شد.